# Pallacanestro Broni 93
L'Associazione Dilettantistica Pallacanestro Femminile Broni 2022 è una società cestistica femminile di Broni (provincia di Pavia).

## Storia
La nascita risale al luglio del 1993, ad opera di un gruppo di amici (Gianluca Caraffini, Filippo Bacchini, Aldo Caputo, Lorenzo Pedrazzi e Gabriele Porri) dopo la scomparsa della Polisportiva Broni; la squadra assume i colori sociali che dal 1973 caratterizzano la "femminile" a Broni: il bianco e il rosso. Nella stagione 1993-94 vengono disputati solamente i campionati giovanili, per permettere alle ragazzine bronesi di continuare l'attività.
Dalla stagione 1994-95 si torna a disputare anche il campionato seniores; disputando e vincendo il campionato di Promozione. Si ottiene così l'ammissione alla Serie C. L'anno seguente non porta buoni risultati: la squadra retrocede in Promozione ma, grazie all'allargamento del campionato di C viene ripescata. Nel 1996-97 il campionato di Serie C viene disputato ad alto livello, giungendo così alla promozione in Serie B.
Nel 1997-98 allo storico sponsor Elen Parati subentra la "Cantina Sociale di Broni", tuttora sponsor principale, il quale porta il cambiamento dei colori sociali che diventano bianco e verde. La Serie B vede la squadra sempre competitiva,con un paio di Poule Promozione raggiunti (1997-98 e 1998-99) e uno spareggio promozione per la serie A2, nel 2000, perso con Udine. Data storica per la società Bronese è il 17 maggio 2003, quando la Pallacanestro Femminile Broni '93, sotto la guida di Filippo Bacchini come allenatore e dei dirigenti Aldo Caputo, Andrea Achilli e Gianluca Caraffini, viene promossa in Serie A2. Nello stesso anno viene raggiunta, con la squadra Bam, sempre sotto la guida del solito staff tecnico, la prima Finale Nazionale Giovanile alla quale ne faranno seguito altre due (Bam e Cadette). Nella stagione 2003-04 la squadra pavese si salva all'ultima giornata e in corso d'anno Filippo Cavanna sostituisce Filippo Bacchini come head-coach.
Negli anni successivi la squadra lotta sempre con l'obiettivo dichiarato della A1 e riesce a centrare i play-off nella stagione 2005-06. Dalla stagione 2007-08 la squadra è sotto la guida di Claudio Massari. Al termine della prima stagione ottiene la salvezza. La stagione successiva, invece vede la squadra classificarsi al decimo posto al termine della stagione regolare, dovendo così disputare i play-out, al termine dei quali la formazione bronese retrocede in Serie B.
Dopo la retrocessione l'organico viene completamente riformato e la squadra allestita è assolutamente competitiva per la categoria: al termine della prima stagione, infatti, la squadra giunge sino alle semifinali play-off, dove viene battuta 2-0 nella serie da La Spezia. Nella stagione 2010-11 la squadra si dimostra ancora competitiva e la guida tecnica della squadra è affidata a Michelangelo Cossu: raggiunge il concentramento finale per la promozione, a Senigallia, ma, dopo aver battuto Castellamare di Stabia, deve cedere a Battipaglia. La stagione sportiva 2011-12 viene affrontata con l'obbiettivo dichiarato della promozione in Serie A2, pertanto il roster viene allestito per questo fine. Dopo essersi classificata seconda al termine della regular season, vince da imbattuta il concentramento di Cervia, accedendo alla finale contro Reggio Emilia. La squadra batte la formazione emiliana nella gara di andata di 13 punti. Nella finale di ritorno perde, ma mantiene la differenza canestri, ottenendo così la promozione in Serie A2 il 13 maggio 2012 davanti al pubblico amico.
La stagione 2012-13 è quella che segna il ritorno sul palcoscenico della Serie A2. La squadra viene allestita per centrare l'obbiettivo dei playoff. L'avvio non è dei migliori, la squadra lotta, ma non coglie i risultati sperati. Si opta per un cambio alla guida tecnica. Nel girone di ritorno la squadra cambia marcia e mantiene un ruolino di marcia invidiabile: chiude all'ottavo posto la stagione regolare, affronterà nei quarti di finale playoff il Sanga Milano. La serie viene portata alla "bella" dove la compagine oltrepadana è costretta a cedere alla più attrezzata ed esperta squadra milanese.
Nella stagione seguente viene allestito un roster sempre competitivo, con l'obbiettivo di migliorare il risultato dell'anno precedente. Durante la prima fase la squadra viene inserita nella conference centro, chiudendo seconda in classifica. Accede così alla poule promozione girone sud: il girone si dimostra subito molto complicato, le vittorie non arrivano e la formazione bronese non riesce a centrare l'obbiettivo dei play-off. Si può quindi parlare di una stagione conclusasi con un risultato inferiore alle aspettative.
La tradizione della pallacanestro femminile nella piccola cittadina pavese continua anche nella stagione 2014-15: l'organico viene preparato al meglio per onorare la categoria della serie A2. Superata la prima fase, la squadra chiude al penultimo posto della Poule Promozione mancando così l'accesso ai play-off.
La stagione 2015-16 si dimostra subito ricca di ambizioni, fin dal mercato estivo: la società mette sotto contratto pedine importanti, giocatrici di esperienza, alcune provenienti dal campionato di Serie A1: è chiara l'intenzione di competere ai vertici di questo campionato. I risultati rispecchiano le aspettative: l'Omc Broni vince in settembre la Coppa Lombardia, chiude al primo posto la stagione regolare e a marzo alza il primo trofeo nazionale della sua storia: la coppa Italia di serie A2, dominando le final four organizzate proprio al PalaBrera di Broni. La marcia prosegue durante i playoff: elimina al primo turno la Fassi Albino e in semifinale il Sanga Milano; in finale, affronta la Magika Castel San Pietro: vince gara 1 davanti al pubblico amico, e dopo una combattutissima gara 2 in terra Emiliana, risolta a favore delle Bronesi dopo un supplementare, la Pallacanestro Broni ottiene la storica promozione in Serie A1. Stagione, quella della squadra pavese che resterà negli annali: oltre ad aver vinto tutto, lo fa da imbattuta: 37 vittorie su altrettante gare.

## Cronistoria
| Cronistoria della Pallacanestro Femminile Broni 93. |
| --- |
| - 1993 · fondazione della Pallacanestro Femminile Broni 93. - 2002-03 · in Serie B, promossa in Serie A2. - 2003-04 · 10ª nel Girone A di Serie A2. - 2004-05 · Cantina Sociale, 4ª nel Girone A di Serie A2. - 2005-06 · Cantina Sociale, 4ª nel Girone Nord di Serie A2, semifinali play-off. - 2006-07 · Cantina Sociale, 5ª nel Girone Nord di Serie A2. - 2007-08 · Cantina Sociale, 8ª nel Girone Nord di Serie A2. - 2008-09 · Cantina Sociale, 10ª in Serie A2, perde i play-out, retrocessa in Serie B d'Eccellenza. - 2009-10 · 3ª nel Girone A2 della Serie B d'Eccellenza, 5ª nella poule promozione del Girone A, semifinali play-off. - 2010-11 · Viticoltori del Bronese, 4ª nel Girone B1 della Serie B d'Eccellenza - 2011-12 · OMC, 2ª nel Girone B della Serie B, vince lo spareggio promozione, promossa in Serie A2. - 2012-13 · OMC Cignoli, 8ª nel Girone Nord di Serie A2, quarti play-off. - 2013-14 · OMC, 2ª nel Conference Centro del Girone B di Serie A2, 6ª nel Girone B della Poule promozione. - 2014-15 · OMC Cignoli, 3ª nel Girone A della Serie A2, 5ª nel Girone E della Poule promozione. - 2015-16 · OMC Cignoli, 1ª nel Girone A della Serie A2, vince i play-off, promossa in Serie A1; vincitrice della Coppa Italia di Serie A2 (1º titolo). - 2016-17 · Techedge, 10ª in Serie A1, quarti play-off. - 2017-18 · 8ª in Serie A1, quarti play-off. - 2018-19 · Elcos, 5ª in Serie A1, quarti play-off. - 2019-20 · Della Fiore in Serie A1 (campionato interrotto) - 2020-21 · 11ª in Serie A1, salva ai play-out. - 2021-22 · Costruzioni Italia, 12ª in Serie A1, perde la finale play-out, retrocessa in Serie A2. - 2022-23 · Logiman, 5ª nel Girone Nord della Serie A2 quarti play-off. - 2023-24 · Logiman, 5ª nel Girone A della Serie A2 semifinale play-off, quarti di finale Coppa Italia. - 2024-25 · Logiman, 6ª nel Girone A della Serie A2 promossa in Serie A1., vincitrice del titolo di Campione d’Italia Serie A2. |

## Allenatori
- 2011-2013  Paolo Fassina[1]
- 2013-2014  Giancarlo Giroldi[2]
- 2014-2018  Roberto Sacchi[3]
- 2018-2021  Alessandro Fontana[4]
- 2021-2022  Andrea Castelli (fino a mar. 2022)
 Michael Magagnoli (da mar. 2022)
- 2022-2025  Michael Magagnoli (fino al 21/01/2025)
- 2025  Mirco Diamanti (dal 21/01/2025)

## Palmarès
- Coppa Italia di Serie A2: 1
2016

## Statistiche e record

### Partecipazione ai campionati
| Livello | Categoria            | Partecipazioni | Debutto   | Ultima stagione | Totale |
| ------- | -------------------- | -------------- | --------- | --------------- | ------ |
| 1º      | Serie A1             | 6              | 2016-2017 | 2021-2022       | 6      |
| 2º      | Serie A2             | 13             | 2003-2004 | 2024-2025       | 13     |
| 3º      | Serie B d'Eccellenza | 2              | 2009-2010 | 2010-2011       | 3      |
| 3º      | Serie B (nazionale)  | 1              | 2011-2012 | 2011-2012       | 3      |

La Pallacanestro Broni 93 ha disputato complessivamente 19 stagioni sportive a livello nazionale.

## Tifoseria
La Pallacanestro Femminile Broni 1993 è supportata, in casa e in ogni trasferta, da un gruppo di tifosi, i Viking Broni 1991, uno dei pochi presenti nell'ambito del basket femminile Italiano.

## Roster 2024-2025
Dal sito ufficiale.
| Logiman Broni | Logiman Broni |
| Giocatrici    | Staff tecnico |
| ------------- | ------------- |

| 00 | Italia (bandiera)   | A | Meriem Nasraoui                   | 2002 | 184 cm |  |  |
| 5  | Italia (bandiera)   | G | Sofia Frigo                       | 2004 | 170 cm |  |  |
| 6  | Francia (bandiera)  | G | Lidjia Turčinović (Fino al 16/12) | 1994 | 176 cm |  |  |
| 7  | Italia (bandiera)   | P | Martina Carbonella                | 2005 | 165 cm |  |  |
| 8  | Italia (bandiera)   | P | Erica Reggiani                    | 1994 | 178 cm |  |  |
| 11 | Italia (bandiera)   | P | Valentina Baldelli (C)            | 1989 | 171 cm |  |  |
| 12 | Italia (bandiera)   | A | Marta Scarsi                      | 1995 | 180 cm |  |  |
| 13 | Italia (bandiera)   | G | Francesca Russo                   | 1996 | 178 cm |  |  |
| 14 | Germania (bandiera) | A | Alina Hartmann                    | 1995 | 186 cm |  |  |
| 16 | Italia (bandiera)   | G | Marta Buranella                   | 2005 | 173 cm |  |  |
| 19 | Italia (bandiera)   | A | Martina Lisoni                    | 2005 | 175 cm |  |  |
| 20 | Canada (bandiera)   | C | Christina Morra                   | 2000 | 188 cm |  |  |
| 41 | Italia (bandiera)   | A | Marta Merli                       | 2005 | 185 cm |  |  |

| Allenatore                                                                                      |
| - Mirco Diamanti (Dal 21/01/2025) - Michael Magagnoli (Fino al 21/01/2025)                      |
| Assistente/i                                                                                    |
| - Dario Andreoli - Niccolò Turicci Legenda - (C) Capitano Roster Aggiornato al: 22 gennaio 2025 |

### Staff tecnico
- Allenatore:  Mirco Diamanti (Dal 21/01/2025) Michael Magagnoli (Fino al 21/01/2025)
- Assistente Allenatore: Dario Andreoli, Niccolò Turicci
- Preparatore atletico: Arianna Meschi
- Fisioterapista: Jacopo Grassi
- Medico sportivo: Luigi D'Introno
- Presidente onorario: Daniele Maggi
- Vice Presidente: Gianluca Caraffini
- Direttore Amministrativo: Flavio Suardi
- Team Manager: Davide Maggi